# Testovskaja
Testovskaja (Russisch: Тестовская) is een halte aan de spoorlijn Moskou-Smolensk en is in 1927 gebouwd als perron bij de blokpost op 6 kilometer ten westen van Station Moskva Beloroesskaja. In 1949 kreeg de halte de naam Testovskaja die afgeleid is van de oude naam, Testovo, van het gebied rond de halte. Het gebied is op zijn beurt genoemd naar de restauranthouder I.J. Testov die hier in de 19e eeuw een restaurant met zigeunerkoor vestigde. Het station ligt op het talud naast de op en afritten van de derde ringweg die op een viaduct boven het station loopt. De halte uit 1927 is tussen 8 augustus 2010 en 5 april 2011 verbouwd waarbij de perrons geheel opnieuw zijn gebouwd. Op 15 november 2011 werd het station heropend en konden reizigers in beide richtingen weer gebruik maken van het station. Aan de noordkant van het perron loopt het spoor over een viaduct over de Sjmitovski Projezd waar ook een toegang van het station ligt. Aan de westkant is een toegang aan het einde van de doodlopende Sjelepichasteeg. Aan de oostkant is via een voetgangerstunnel de tweede Krasnogvardejski Projezd bereikbaar aan de kant van het zakencentrum. Het station heeft twee zijperrons die met een tunnel onder het dubbelspoor naar Moskou met elkaar zijn verbonden. Sinds september 2019 is het station voorzien van toegangspoortjes.

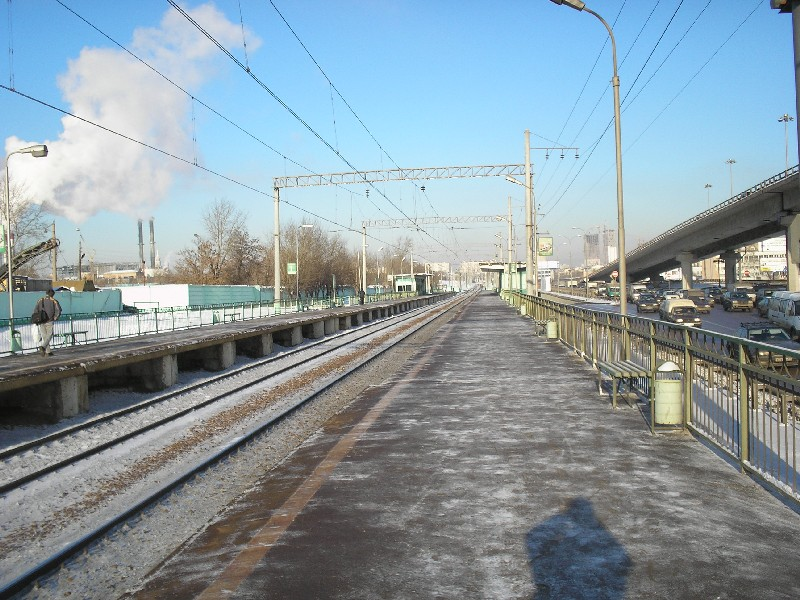
Het station in 2007 voor de verbouwing
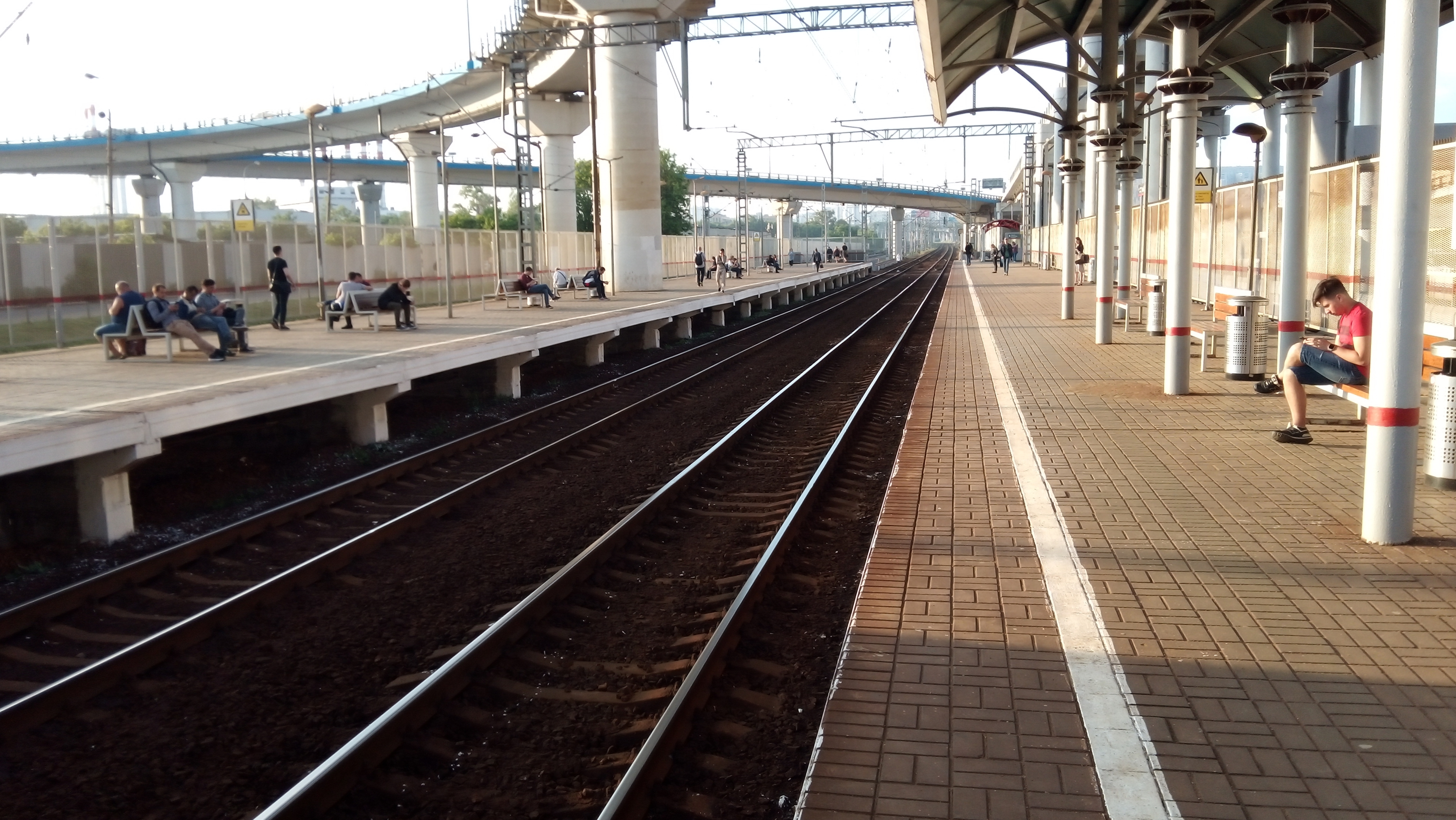
Hetzelfde punt in 2019
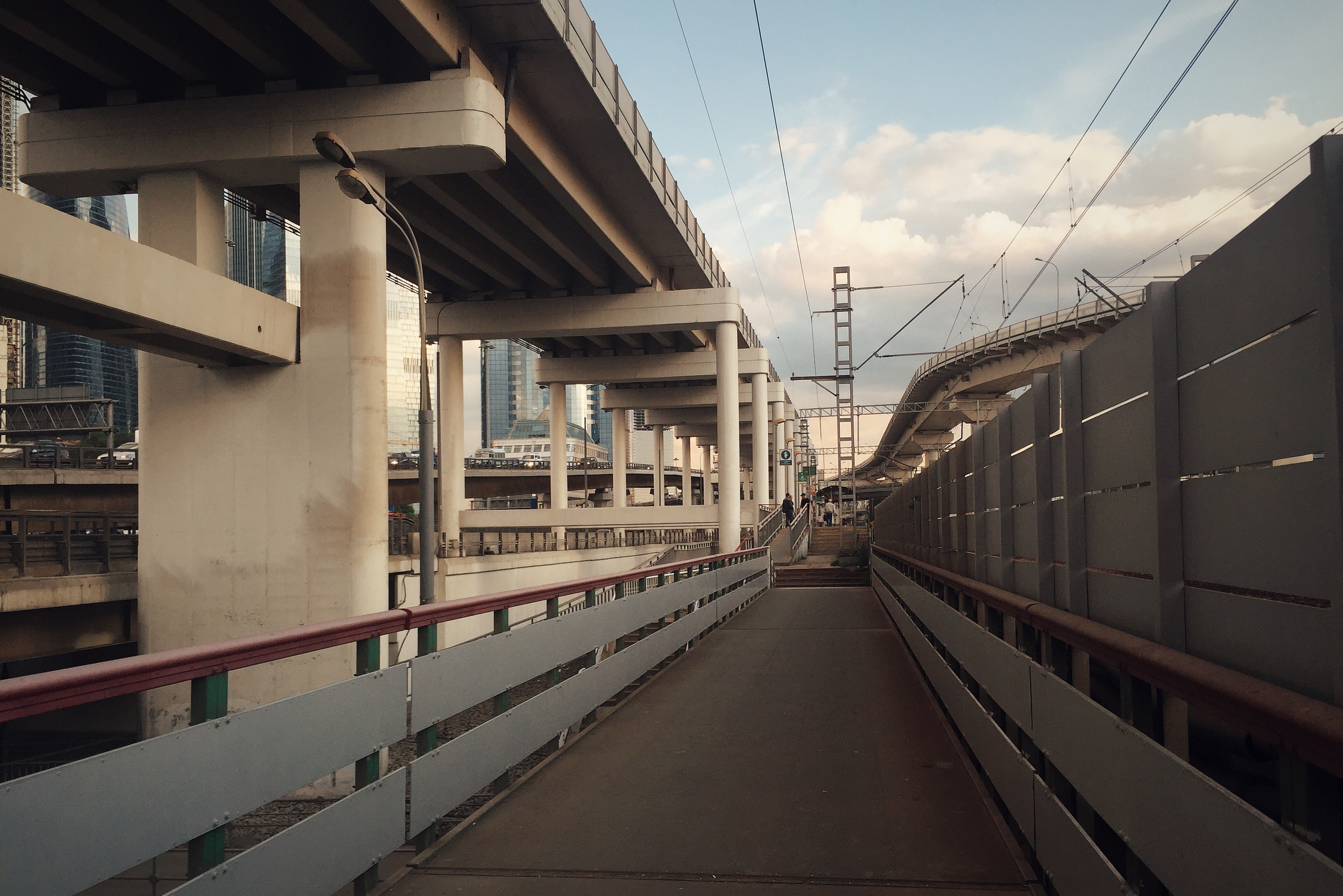
De toegangen bij de Sjmitovski Projezd

## Reizigersverkeer
Het station heeft rechtstreekse verbindingen met stations langs de Savjolovskispoorweg met Iksja en Doebna als verste bestemmingen in het noorden. In westelijke richting zijn de eindpunten Borodino en Zvenigorod. Op 21 november 2019 werden de rechtstreekse treinen naar de Koerskspoorweg geschrapt in het kader van de opening van het stadsgewestelijk net. Sindsdien wordt het station bediend door lijn D1 en reizigers richting de Koerskspoorweg kunnen pas vanaf 2021 in Begovaja overstappen op lijn D4 die dan onder andere over de Koerskspoorweg zal lopen. De reistijd naar Smolenskaja reizigers bedraagt negen minuten. Ongeveer 700 meter ten zuiden van hetstation ligt metrostation Mezjdoenarodnaja, de andere kant op ligt en metro en ringlijnstation Sjelepicha op ongeveer 900 meter afstand. De G.N. Speranski kinderkliniek nr 9 en de noordelijke toren van het zakencentrum liggen vlak bij het station.